# 유정원
유정원(1988년 3월 2일 ~ )는 대한민국의 2011년 월드미스유니버시티 1위를 수상한 지(智)
이다.

## 학력
- 고려대학교 언론학과

## 수상
- 2011년 월드 미스 유니버시티 한국대회 1위 지(智)[3]